# بيتر فيليبس (رسام)
بيتر فيليبس (بالإنجليزية: Peter Phillips) (و. 1939  م) هو رسام، وفنان، ومصصم جرافك، وفنان تصويري، ومصمم مطبوعات من المملكة المتحدة، وإنجلترا، ولد في برمينغهام.

## حياته
بين عامي 1959 و1962، درس فيليبس في الكلية الملكية للفنون حيث شاهد نسخاً من أعمال جاسبر جونز وروبرت راوشنبرغ. وقد كان منحازاً بشكل خاص للثقافة الأمريكية وعكس أيقوناتها التجارية وأسلوبها الإعلاني في لوحاته الديناميكية المونتاجية. في عام 1962 كان أحد مواضيع برنامج ”بوب غوز ذا إيزل“ الذي بثته قناة بي بي سي التلفزيونية من إخراج كين راسيل، إلى جانب بيتر بليك وبولين بوتي وديريك بوشييه. 